# Balbalan
Balbalan is een gemeente in de Filipijnse provincie Kalinga in het noorden van het eiland Luzon. Bij de laatste census in 2007 had de gemeente ruim 12 duizend inwoners.

## Geografie

### Bestuurlijke indeling
Balbalan is onderverdeeld in de volgende 14 barangays:
| - Ababa-an - Balantoy - Balbalan Proper - Balbalasang - Buaya - Dao-angan - Gawa-an | - Mabaca - Maling - Pantikian - Poblacion - Poswoy - Talalang - Tawang |

## Demografie
Balbalan had bij de census van 2007 een inwoneraantal van 12.012 mensen. Dit zijn 78 mensen (0,7%) meer dan bij de vorige census van 2000. De gemiddelde jaarlijkse groei komt daarmee uit op 0,09%, hetgeen lager is dan het landelijk jaarlijks gemiddelde over deze periode (2,04%). Vergeleken met de census van 1995 is het aantal mensen met 270 (2,3%) toegenomen.

De bevolkingsdichtheid van Balbalan was ten tijde van de laatste census, met 12.012 inwoners op 543 km², 22,1 mensen per km².